# Леоніт Абазі
Леоніт Абазі (алб. Leonit Abazi, нар. 5 липня 1993, Г'їлані) — албанський футболіст, півзахисник клубу «Скендербеу».
Виступав, зокрема, за клуб «Дріта», а також молодіжну збірну Албанії.
Дворазовий володар Суперкубку Албанії. Триразовий чемпіон Албанії.

## Клубна кар'єра
Народився 5 липня 1993 року в місті Г'їлані, на території сучасного Косова. Вихованець футбольної школи клубу «Дріта». До літа 2013 року виступав за дорослу команду цього клубу у Суперлізі Косова, допоки не перейшов до переможця албанського чемпіонату, «Скендербеу». Дебютував за «Скендербеу» у переможному фінальному матчі Суперкубку Албанії 2013 проти Лачі.
Наприкінці сезону 2014/15 років Леоніт, разом з іншим косовським албанцем Байрамом Яшаницею, продовжив контракт зі «Скендербеу» ще на два роки. Контракт було підписано 5 червня 2015 року, за ним Абазі мав залишатися гравцем «Скендербеу» принаймні ще на два роки, до 2017 року, зможливістю продовження угоди ще на один рік.
3 грудня 2015 року Абазі відзначився дебютним голом за «Скендербеу» у переможному (4:0) поєдинку проти «Бюліса» (Балш). Загалом встиг відіграти за команду з Корчі 55 матчів у національному чемпіонаті.

## Виступи за збірну
2013 року залучався до складу молодіжної збірної Албанії. На молодіжному рівні зіграв у 2 офіційних матчах.
Леоніт Абазі дебютував за збірну Косова 10 жовтня 2015 року в домашньому товариському матчі проти збірної Екваторіальної Гвінеї, замінивши на 84-ій хвилині Фанола Пердедая.

## Статистика виступів

### Статистика клубних виступів
| Сезон             | Команда           | Чемпіонат         | Чемпіонат | Чемпіонат | Національний кубок | Національний кубок | Національний кубок | Континентальні кубки | Континентальні кубки | Континентальні кубки | Інші змагання | Інші змагання | Інші змагання | Усього | Усього |
| Сезон             | Команда           | Ліга              | Ігор      | Голів     | Ліга               | Ігор               | Голів              | Ліга                 | Ігор                 | Голів                | Ліга          | Ігор          | Голів         | Ігор   | Голів  |
| ----------------- | ----------------- | ----------------- | --------- | --------- | ------------------ | ------------------ | ------------------ | -------------------- | -------------------- | -------------------- | ------------- | ------------- | ------------- | ------ | ------ |
| 2013–14           | «Скендербеу»      | ЧА                | 5         | 0         | КА                 | 0                  | 0                  | ЛЧ+ЛЄ                | 4+2                  | 0                    | СА            | 1             | 0             | 12     | 0      |
| 2014–15           | «Скендербеу»      | ЧА                | 23        | 1         | КА                 | 8                  | 2                  | ЛЧ                   | 0                    | 0                    | СА            | 1             | 0             | 32     | 3      |
| 2015–16           | «Скендербеу»      | ЧА                | 25        | 2         | КА                 | 6                  | 1                  | ЛЧ+ЛЄ                | 2+6                  | 0                    | СА            | 1             | 0             | 40     | 3      |
| 2016–17           | «Скендербеу»      | ЧА                | 0         | 0         | КА                 | 0                  | 0                  | -                    | -                    | -                    | СА            | 0             | 0             | 0      | 0      |
| Усього за кар'єру | Усього за кар'єру | Усього за кар'єру | 53        | 3         |                    | 14                 | 3                  |                      | 14                   | 0                    |               | 3             | 0             | 84     | 6      |

### Молодіжна збірна Албанії
| Дата      | Місто  | Господарі | Результат | Гості   | Турнір                             | Голи | Примітки |
| --------- | ------ | --------- | --------- | ------- | ---------------------------------- | ---- | -------- |
| 14-8-2013 | Вльора | Албанія   | 0 – 1     | Австрія | Кваліфікація молодіжного Євро-2015 | -    | 43'      |
| 9-9-2013  | Мадрид | Іспанія   | 4 – 0     | Албанія | Кваліфікація молодіжного Євро-2015 | -    |          |
| Усього    |        | Матчів    | 2         |         | Голів                              | 0    |          |

### Косово
| Матчі і голи Леоніта Абазі за збірну Косова | Матчі і голи Леоніта Абазі за збірну Косова | Матчі і голи Леоніта Абазі за збірну Косова | Матчі і голи Леоніта Абазі за збірну Косова | Матчі і голи Леоніта Абазі за збірну Косова | Матчі і голи Леоніта Абазі за збірну Косова | Матчі і голи Леоніта Абазі за збірну Косова |
| №                                           | Дата                                        | Місце проведення                            | Суперник                                    | Рахунок                                     | Голи                                        | Змагання                                    |
| ------------------------------------------- | ------------------------------------------- | ------------------------------------------- | ------------------------------------------- | ------------------------------------------- | ------------------------------------------- | ------------------------------------------- |
| 1                                           | 10 жовтня 2015                              | Міський стадіон, Приштина                   | Екваторіальна Гвінея                        | 2:0                                         | —                                           | Товариський матч                            |

Загалом: 1 матч / 0 голів; eu-football.info [Архівовано 7 листопада 2017 у Wayback Machine.].

## Титули і досягнення
- Чемпіонат Албанії («Скендербеу»):
  -  Чемпіон (4): 2013/14, 2014/15, 2015/16, 2017/18

- Суперкубок Албанії («Скендербеу»):
  -  Володар (3): 2013, 2014, 2018

- Кубок Албанії («Скендербеу»):
  -  Володар (1): 2017/18

- Кубок Косова («Приштина»):
  -  Володар (1): 2019/20

- Суперкубок Косова («Приштина»):
  -  Володар (1): 2020

- Суперліга Косова («Приштина», «Балкані»):
  -  Чемпіон (2): 2020/21, 2022/23